# Йозеф Некерманн
Йозеф Некерманн (нім. Josef Neckermann, 5 червня 1912 — 13 січня 1992) — німецький вершник.
Олімпійський чемпіон 1968 року в командній виїздці, срібний призер 1968 (індивідуальна виїздка), 1972 (командна виїздка) років, бронзовий призер 1972 року в індивідуальній виїздці, учасник 1960, 1964 років.
Чемпіон світу з виїздки 1966 (індивідуальна виїздка), 1966 (командна виїздка) років, срібний призер 1970 року в командній виїздці.
Чемпіон Європи з виїздки 1965 (командна виїздка), 1967 (командна виїздка), 1969 (командна виїздка), 1971 (командна виїздка) років, срібний призер 1971 року в індивідуальній виїздці, бронзовий призер 1969 року в індивідуальній виїздці.